# Santo Anzà
Santo Anzà (Motta Sant'Anastasia, 17 novembre 1980) è un ex ciclista su strada italiano.
Professionista dal 2003 al 2011, ha vinto il Brixia Tour 2008.

## Carriera

### Juniores e Under 23
Nato e cresciuto a Motta Sant'Anastasia, comincia a correre in bicicletta all'età sei anni, nella squadra diretta dal padre Filippo. Da Juniores si sposta in Toscana per correre nelle file del Velo Club Seano, laureandosi Campione italiano su strada di categoria a Ferentino nel 1998 e venendo convocato quindi per la prova juniores dei Campionati mondiali di Valkenburg aan de Geul.
Nel 1999 passa tra gli Under-23 con il Gruppo Sportivo Impruneta di Firenze, mentre nel 2001 si trasferisce alla Zoccorinese-Vellutex, formazione toscano-lombarda guidata da Olivano Locatelli; proprio nel 2001 prende parte alla prova in linea dei mondiali di Lisbona e si classifica quindicesimo. Nel 2002 coglie altri importanti piazzamenti, tra cui il primo posto alla Freccia dei Vini in provincia di Pavia e il quarto al Gran Premio Palio del Recioto in provincia di Verona.

### Professionismo
Dopo tre mesi da tirocinante passa professionista all'inizio del 2003 con la Landbouwkrediet-Colnago, squadra belga. Ottiene pochi risultati (viene anche operato all'arteria iliaca della gamba destra nel maggio 2004) e nel 2005 viene messo sotto contratto dall'Acqua & Sapone-Adria Mobil: alcuni problemi di salute, tra cui la frattura ad una mano per uno scontro con una moto, però condizionano una stagione che lo vede concludere al decimo posto sia la Coppa Sabatini che il Giro di Lombardia, nonché quarto alla Vuelta a Burgos.
Tra il 2006 e il 2008 è nelle file della Selle Italia/Diquigiovanni di Gianni Savio. In questo triennio ottiene numerosi altri piazzamenti di rilievo – terzo al Gran Premio Fred Mengoni ed al Trofeo Melinda nel 2006, secondo al Brixia Tour 2007 – nonché quattro successi: il Giro di Romagna 2006, sua prima affermazione da professionista, il Trofeo Melinda 2007 e una tappa e la classifica finale del Brixia Tour 2008. Partecipa anche al Giro d'Italia 2006, giungendo 109º in classifica generale, mentre nel 2007 la squadra non viene invitata e nel 2008 non viene inserito in rosa.
Comincia il 2009 con l'Amica Chips-Knauf, ma la squadra già in maggio viene sospesa dall'Unione Ciclistica Internazionale per motivi di carattere economico; in luglio firma dunque con la ISD, formazione italo-ucraina diretta dal toscano Luca Scinto. Ed è al Brixia Tour, prima gara cui prende parte con la divisa ISD, che arriva il quinto successo in carriera per Anzà, vincitore nella tappa con arrivo a Borno. Per la stagione 2010 si trasferisce con la Ceramica Flaminia di Orlando Maini, Giuseppe Petito e Massimo Podenzana. Nel 2011, Anzà passa alla Vacansoleil-DCM, squadra UCI Pro Tour, con la quale partecipata alla Vuelta Espana.
Anzà era stato sotto inchiesta per doping nel 2011 ma dopo due anni l'indagine nei suoi confronti non ha prodotto nulla ed è stato quindi scagionato da qualsiasi accusa. Ormai ritiratosi dall'attività agonistica, vive a Carmignano, località vicino a Prato; nel 2007 si è sposato con Caterina e ha due figli, Tommaso e Cosimo.

## Palmarès
- 2002 (dilettanti)

Freccia dei Vini
- 2006 (Diquigiovanni, una vittoria)

Giro di Romagna
- 2007 (Diquigiovanni, una vittoria)

Trofeo Melinda
- 2008 (Diquigiovanni, due vittorie)

4ª tappa Brixia Tour (Concesio > Passo Maniva)
Classifica generale Brixia Tour
- 2009 (ISD, una vittoria)

3ª tappa Brixia Tour (Angolo Terme > Borno)

## Piazzamenti

### Grandi Giri
- Giro d'Italia

2006: 109º
- Vuelta a España

2011: 48º